# Ferdinando Bosso
Pour les articles homonymes, voir Bosso.
Ferdinando Pietro Paolo Bosso, né le 1er juin 1878 à Naples et mort le 13 février 1967 à Paris est un journaliste, homme politique du Parti socialiste italien et partisan antifasciste italien.

## Biographie

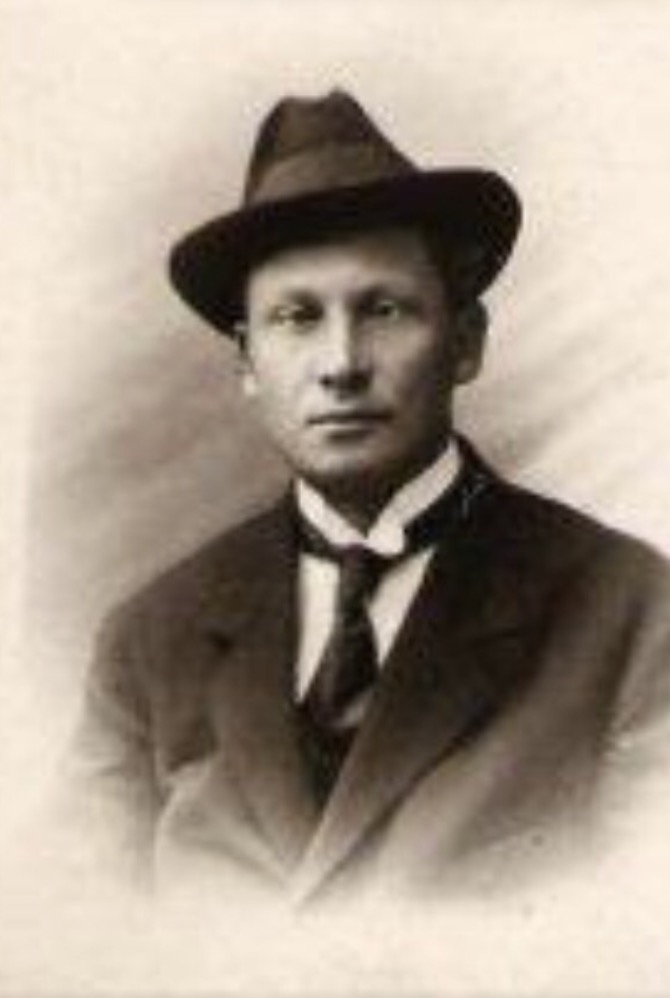
Ferdinando Bosso jeune.

Ferdinando Bosso qui est le fils de Salvatore Ferdinando Geltrude Bosso et Rosa Faraone est issu d'une famille romaine ayant émigré à Naples, puis à Sanremo.
Dès ses 12 ans il loue des chambres à Sanremo pour pouvoir y débattre avec des amis de politique; à 13 ans il y prononce des discours politiques dans les rues et les campagnes.
Il devient journaliste politique et écrit des articles dans différents quotidiens régionaux dont La Parola socialista et aussi correspondant pour le Lavoro de Gênes et le Avanti!. Se définissant comme révolutionnaire inspiré par Enrico Corradini et Camillo Prampolini mais aussi le mazzinisme, il milite pour le Parti socialiste italien. Il rencontre en 1897 Filippo Turati.
Au début des années 1900 Il entre dans l'administration et devient conseiller municipal et adjoint au Maire de Sanremo Augusto Mombello.
En 1905, avec l'administration Mombello, il œuvre à la construction de l'aqueduc, du Casino de Sanremo et de la promenade du Corso Imperatrice.
En 1906, il fait campagne au profit de l'avocat socialiste Orazio Raimondo et le parti obtient la victoire aux élections. Il reste à la Mairie jusqu'en 1908, date à laquelle le parti perd les élections. À la suite de la quasi-banqueroute économique de son mandat face aux nombreuses dépenses; cependant Orazio Raimondo bénéficiera politiquement de ses investissements faits dans les infrastructures au bénéfice des municipalités, qui auront pour effet de développer considérablement la région.

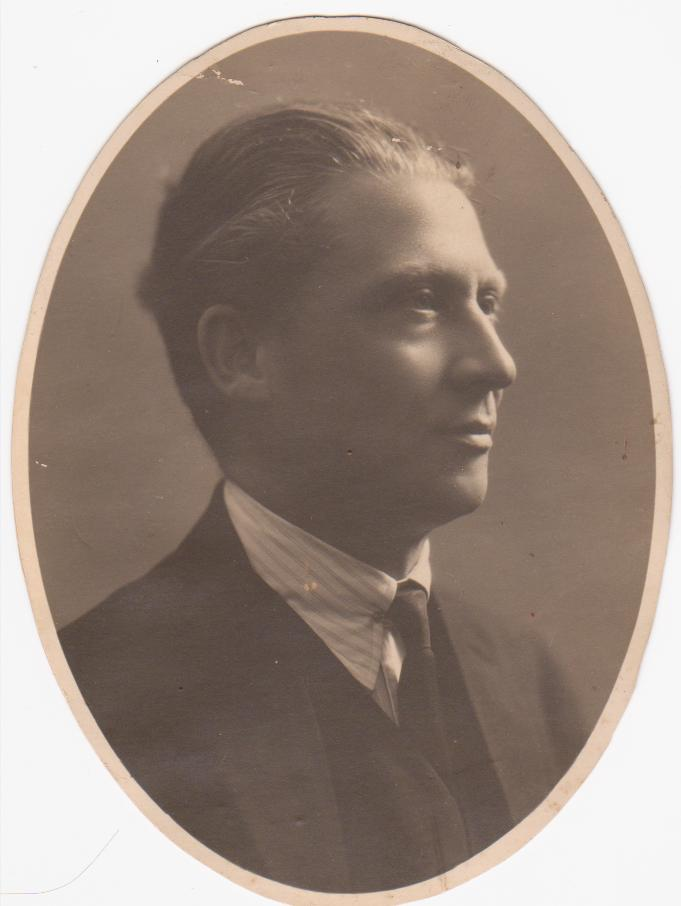
Ferdinando Bosso en 1910.

En 1910 Ferdinando Bosso se marie à Sanremo avec Teresa Manassero qui après lui avoir donné un fils Salvatore dit Tourillo meurt en 1917 de la grippe espagnole.
En 1914 il est adjoint du député Orazio Raimondo et assiste au procès de la contesse Tiepolo dont l'avocat est l'ancien Maire Orazio Raimondo, qui gagne contre toute attente.
La Première Guerre mondiale éclate en France et Ferdinando Bosso mène une campagne intensive dans le journal La Parola avec Riccardo Raimondo pour l'entrée en guerre de l'Italie au côté des alliés.
En 1916 malgré son âge (38 ans), il s'engage en tant que volontaire avec ses plus jeunes frères et est incorporé au 69e régiment d'artillerie. Il ressort de la guerre médaillé plusieurs fois dont la Médaille commémorative de la guerre italo-autrichienne 1915-1918. Son frère Federico meurt au front, lui souffrira toute sa vie des séquelles du paludisme.

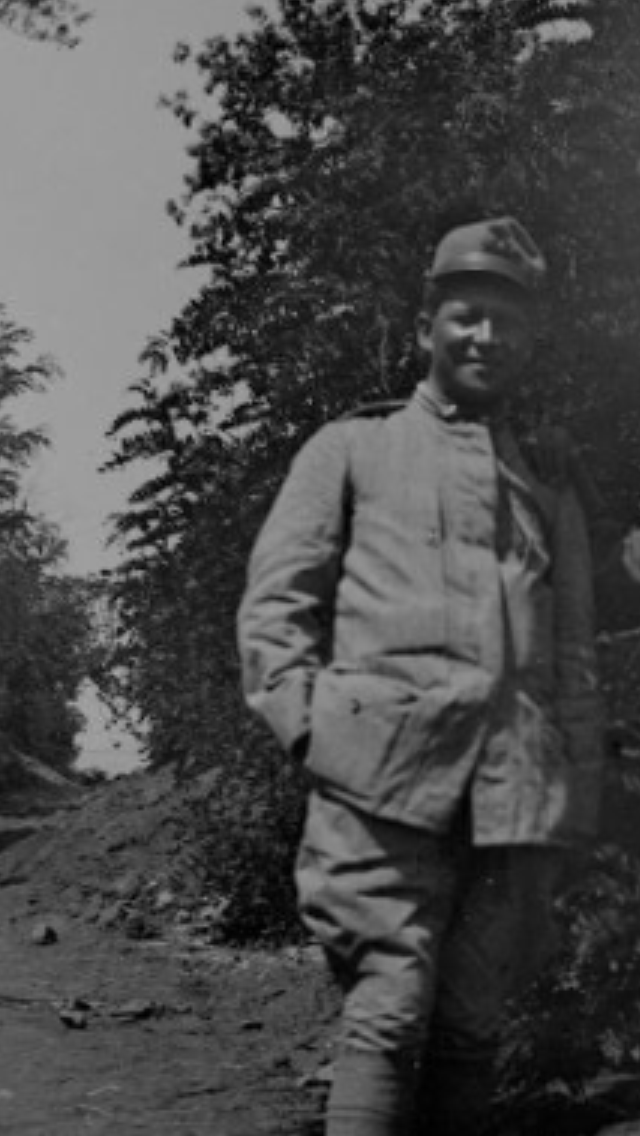
Ferdinando Bosso, 1re Guerre mondiale

De retour de la guerre le Parti socialiste italien entre en crise sur la question de sa soumission à l'Internationale communiste, et en 1921, une fraction importante du PSI fait scission pour créer le futur Parti Communiste Italien, d'inspiration marxiste-léniniste. Refusant le neutralisme imposé par Benito Mussolini, les opposants du Parti Socialiste italien font rapidement l'objet des répressions fascistes par les Chemises noires.
Il se révolte dans la lignée de ses amis Modigliani, Pietro Nenni, Giuseppe Saragat, Filippo Turati et Sandro Pertini.
En 1919 dans un contexte de plus en plus violent, il est contraint à l'exil et part en France vivre chez son frère Alberto et son père Salvatore qui résident depuis 1913 au 3e et 4e étage d' un appartement-atelier au 1, rue des Prouvaires dans le 1er arrondissement de Paris .
Dès son arrivée en 1920, il crée avec ses frères Alberto, Ernesto et Giovanni une entreprise commerciale référencée au registre du commerce au nom de « Bosso Frères », entreprise familiale qui vend au Carreau des Halles de Paris des fleurs importées de Nice et des objets sculptés et restaurés en écailles de tortue importés de la maison Gaglione à Torre del Greco et de la maison Victor Balbi à Nice. La société artisanale napolitaine anciennement « Coralli-Bosso Frat » prospère, elle est réputée pour son travail artisanal de l'écaille à Naples et à Sanremo, ce qui lui servira d'écran pour cacher ses activités par la suite.
En Italie il apprend que son ami Orazio Raimondo est mort.
En 1921 il retourne à Sanremo en tant qu'organisateur de la candidature de Riccardo Raimondo qui s'est inscrit sur la liste fasciste, étant très ami avec la famille Raimondo il se servira de la position de Riccardo Raimondo pour détourner les fonds du parti fasciste pour le financement de l'antifascisme.
Dès 1922 avec quelques francs-maçons, il milite contre la montée du fascisme en Europe, fréquente la communauté des Italiens de Paris organisant chez lui des réunions clandestines des partisans italiens de passage en France. Il crée avec Luigi Campolonghi, son épouse et 1re présidente la féministe mazzinienne Ernesta Cassola, Aurelio Natoli, Alberto Meschi (it), Francesco Ciccotti Scozzese (it), Alceste De Ambris, la Ligue italienne des droits de l'homme (LIDU) Il est introduit en tant que trésorier  et devient son président après Luigi Campolonghi.

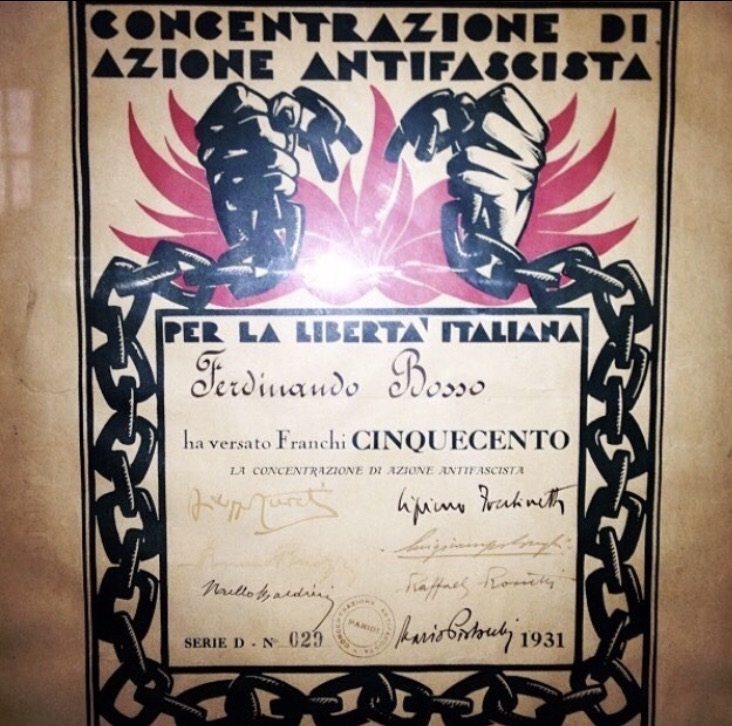
Concentrazione di azione antifascista.

En 1924 à l'occasion de son retour à Sanremo et un rendez-vous avec le député Riccardo Raimondo aux thermes de Chianciano, il croise piazza Colombo le député fasciste Osvaldo Moreno et une bande de chemises noires qui le somment de quitter Sanremo « avant le coucher du soleil ». Cette attaque faisant suite à une dénonciation de lettres envoyées à une connaissance de Sanremo mais fidèle au régime fasciste où il tient des propos violents contre Mussolini «Mon retour en Italie se fera quand l'empereur des assassins, Mussolini, sera mort dans la boue et dans le sang.» Cette déclaration provoquera des doutes sur son implication dans l'attentat déjoué de Tito Zaniboni en 1925.
Son père Salvatore Bosso meurt le 8 septembre 1924 à Paris où il repart accompagné de son garde du corps Gin Astengo et apprend qu'il ne peut plus retourner en Italie.
L'assassinat à Rome par des militants fascistes du député socialiste Giacomo Matteotti le 10 juin 1924 qui dénonçait des élections truquées met en évidence en France le Fuoriuscitismo mouvement d'opposants italiens activistes en exil auquel participe Ferdinando Bosso . Les Lois fascistissimes visant à annihiler toute opposition et installer la dictature sont instaurées par Mussolini.
Le 13 décembre 1925, lors d’un dîner d’affaires en tant que conseiller de la société des anciens combattants avec le député Felice Quaglino au Café Poccardi, 14, rue Favart dans le 2eme arrondissement de Paris près du boulevard des Italiens ; les deux hommes se font agresser par un groupe armé avec l’insigne du Fascio accroché à leur boutonnière qui les menace de « remettre certains à leur place ». Cette menace fut exécutée et commanditée par Cimpinelo, Graziolo et le capitaine Dessaules, envoyés par Bastianini et le consul Marchetti, afin de dissoudre la société des anciens combattants ; elle sera une tentative par les fascistes de s’emparer des leviers de commande de certaines organisations déjà implantés.
En décembre 1925, Piero Gobetti jeune penseur italien est agressé par des fascistes envoyés personnellement par Mussolini, il s'exile à Paris, où il est accueilli par Francesco Nitti et Aurelio Orioli, il doit s'entretenir avec la LIDU, pour un plan d'action concernant une révolution libérale, mais souffrant beaucoup des suites de son agression, il tombe gravement malade et meurt le 15 février 1926 dans une clinique où il a été transporté d'urgence. Il est enterré au Père-Lachaise près du mur des Fédérés.
Cet événement marquera profondément les antifascistes italiens exilés dont Aurelio Orioli et Ferdinando Bosso.
En 1926, il est rédacteur dans le journal La France à Nice et réside à Juan-les-Pins, fréquente l'architecte Armando Buzzi et passe par son port privé pour pouvoir joindre l'Italie.
Le 4 décembre 1926, il se remarie avec Marie-Madeleine Vailleau dans le 2e arrondissement de Paris. Son témoin de mariage est Luigi Campolonghi, journaliste antifasciste qui publie depuis Paris et Nice dans plusieurs journaux italiens dont le il Secolo (it). De ce mariage en 1927, naît Federico Bosso.

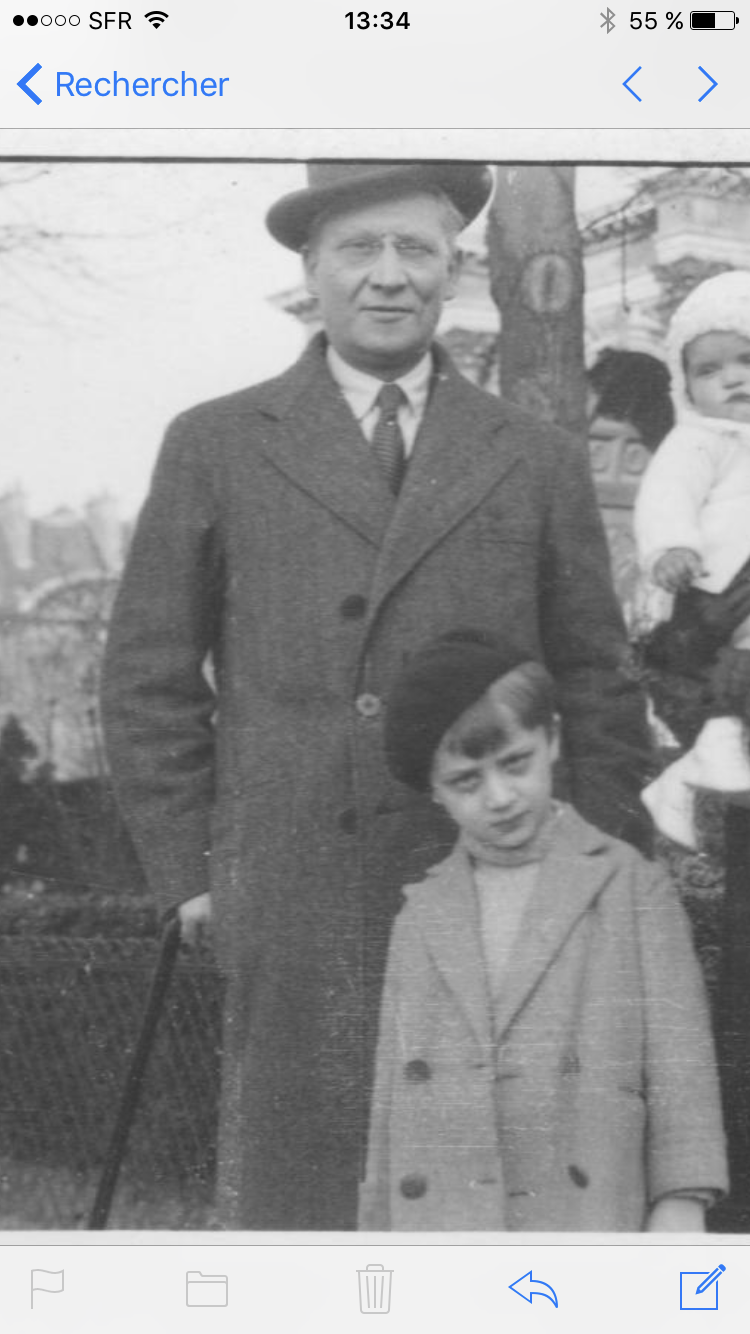
Photo de Ferdinando avec son fils Frederic.

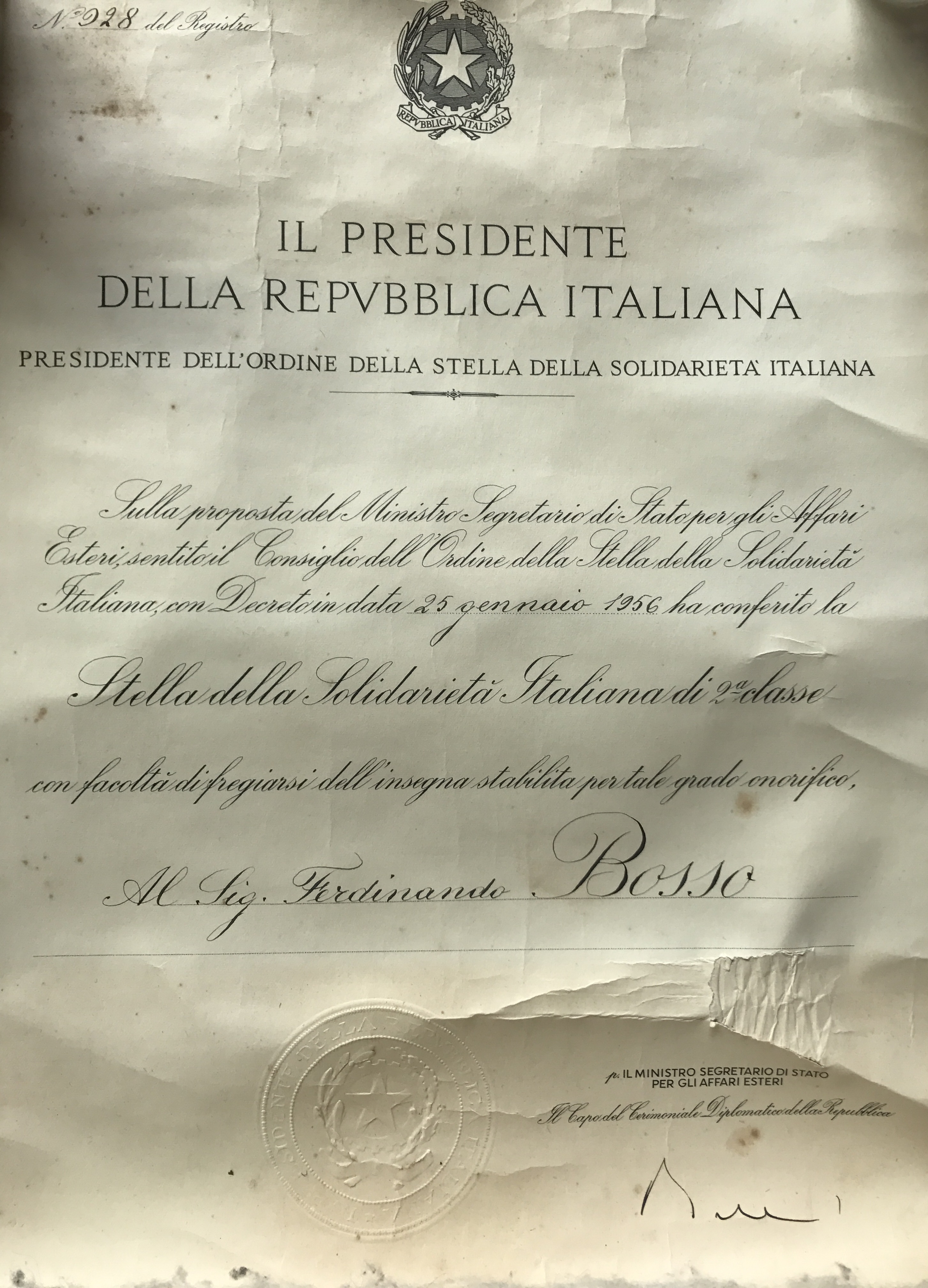
Commendatore dell'ordine della stella d'Italia (già Stella della solidarietà italiana.

En Italie Mussolini dissout le 5 novembre 1926 le Parti Socialiste italien par un décret. À la suite de ces événements et après une rixe avec les milices de la Croix-de-feu au siège de la ligue des droits de l'Homme rue Jean-Dolent à Paris, il organise dès 1926 des réunions qui aboutiront le 28 mars 1927 à la création de la Concentration des actions antifascistes (CAI), composée d'opposants au fascisme comme entre autres Luigi Campolonghi, Claudio Treves (it), Filippo Turati, Cipriano Facchinetti, Francesco Saverio Nitti, Alberto Cianca, Bruno Buozzi. Cette organisation a pour objectif de rassembler et coordonner les différents mouvements anti-fascistes se dotant d'un organe de presse La Libertà et d'un siège au 103 Boulevard Saint-Denis à Paris.
En octobre 1929, l'assemblée générale de la Ligue française des droits de l'homme entend des discours de Turati, de De Ambris, de Lussu, de Campolonghi, et de Victor Basch conclut "L'amitié franco-italienne n'est possible qu'avec une Italie libre, non avec celle de Mussolini."
En 1933 la Ligue française et la Ligue italienne des droits de l'homme organisent ensemble des meetings pour protester contre le Pacte d'entente et de collaboration (pacte à 4) il est présenté par les orateurs Ferdinando Bosso, Carlo Rosselli et Mario Pistocchi comme une duperie; la LIDU mettra tout en œuvre pour informer les populations que toute concession à l'Italie fasciste, dans l'espoir fallacieux de l'apaiser, ne fera qu'encourager Mussolini dans ses desseins agressifs; le seul moyen qu'il ne trouble la paix européenne, c'est d'entreprendre contre lui une action résolue.
La LIDU a été très active concernant le combat contre les fascistes malgré l'espionnage assidu de la police secrète fasciste notamment la OVRA (Organizzazione per la Vigilanza e la Repressione dell'Antifascismo) avec des agents espions comme l'économiste Mario Pistocchi qui participera à quelques réunions des antifascistes mais sera écarté.
La situation instable et fragile de la France et les désaccords internes au sein de la concentration antifasciste italienne menace la ligue et des mesures d'expulsion sont prises en 1932 par l'État français. Ferdinando Bosso est arrêté à Paris et expulsé manu-militari vers la Belgique le 16 mars 1934 mais est ramené aussitôt en France par le député de Dordogne Yvon Delbos.
En 1936, il rejoint les Brigades internationales et travaille pour l'Agence Espagne au 11 rue du quatre Septembre à Paris et participe à l'administration et au déploiement de l'information de la résistance durant la guerre d'Espagne contre Franco avec l'un de ses fils Salvatore Tourillo Bosso, journaliste autodidacte, et avec André Malraux dont les rendez-vous se dérouleront les mercredis au 1, rue des Prouvaires. Cependant cette période reste assez obscure.
En 1939, la Seconde Guerre mondiale éclate.
Il résiste avec Aurelio Orioli et entre dans le réseau Matuzio. Il est président et trésorier de l'Association des Anciens Combattants Italiens. Il voyage entre Paris et Bordeaux avec Luigi Campolonghi. Il participe à la constitution d'un Comité National Italien qui a pour objectif de réunir une légion de combattants antifascistes, initiative jugée suspecte par les autorités françaises.
Pourchassé, en 1943 il se réfugie à Nemours auprès de la famille de sa femme les Vailleau jusqu'à la fin de la Seconde Guerre mondiale.
En 1944 il assiste à la Libération de Paris puis retourne à Sanremo. 

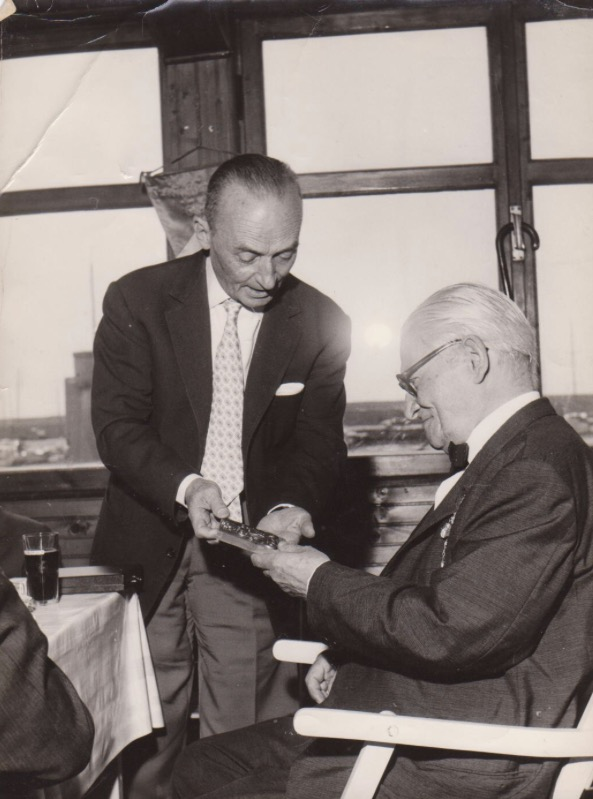
Remise de médaille

Ses actions seront distinguées le 25 janvier 1956 par un décret du Président de la République italienne Giovanni Gronchi avec l'attribution de la distinction du titre de Commandeur Ordre de l'Étoile d'Italie.
Il retourne passer ses derniers jours à Paris où il meurt de vieillesse le 13 février 1967. Ferdinando Bosso est enterré au cimetière du Père Lachaise (division 59) dans la même tombe que son ami l'antifasciste Aurelio Orioli.